# Фейра-Нова (Сержипи)
Фейра-Нова (порт. Feira Nova)  —  муниципалитет в Бразилии, входит в штат Сержипи. Составная часть мезорегиона Сертан штата Сержипи. Входит в экономико-статистический  микрорегион Сержипана-ду-Сертан-ду-Сан-Франсиску. Население составляет 5549 человек на 2006 год. Занимает площадь 189,3 км². Плотность населения — 29,31 чел./км².

## История
Город основан в 1963 году.

## Статистика
- Валовой внутренний продукт на 2004 составляет 18.872.963,00 реалов (данные: Бразильский институт географии и статистики).
- Валовой внутренний продукт на душу населения на 2004 составляет 3.493,70 реалов (данные: Бразильский институт географии и статистики).
- Индекс развития человеческого потенциала на 2000 составляет 0,620 (данные: Программа развития ООН).